# Evgeny Marchenko
Evgeny Marchenko (União Soviética) é um técnico russo de ginástica artística feminina.
Evgeny foi um atleta soviético da ginástica acrobática, modalidade pela qual foi campeão mundial, tetracampeão europeu e tetracampeão nacional. Como treinador, foi campeão olímpico em 2004 ao lado de Carly Patterson, vencedora do individual geral, campeão mundial ao lado de Hollie Vise, vencedora das barras assimétricas em 2003, treinador da equipe nacional por oito anos e eleito técnico do ano por quatro vezes consecutivas (2001 - 2004). Além, foi eleito membro do Comitê Técnico Internacional de Elite da Ginástica Feminina dos Estados Unidos. Ao lado do amigo Valeri Liukin, fundou, em 1994, no estado norte-americano do Texas, o World Olympic Gymnastics Academy.